# Barbotan-les-Thermes
Barbotan-les-Thermes est une station thermale française située sur la commune de Cazaubon, dans le département du Gers. Barbotan se situe environ à 2 km au nord-est.

## Géographie
Barbotan est desservie par la N524. Elle est environ à 70 km au nord-ouest d'Auch, 120 km au sud-est de Bordeaux, 148 km à l'ouest de Bordeaux, et 700 km de Paris.
À proximité immédiate, au sud, se trouve le lac de retenue de l'Uby, d'une surface de 80 hectares, avec une base de loisirs.

## Histoire
L'utilisation des eaux et des boues thermales de Barbotan dans un but thérapeutique était déjà connue avant l'ère chrétienne.
Le château de Barbotan, dont le premier seigneur naquit en 1280, et l'église souffrirent de terribles ravages lors de la chevauchée du Prince noir en 1355.
Au cours du XVIe siècle, d'illustres personnages viennent y soigner leurs douleurs : le maréchal Blaise de Monluc, Montaigne, Henri IV...

## Thermalisme
Barbotan est une station thermale dont les eaux et les boues ont pour particularité de soigner les affections rhumatismales et phlébologiques, les douleurs ostéo-articulaires et les arthrites (voir bibliographie).
Elle est l'une de rares stations qui permet de traiter simultanément les affections veineuses et rhumatologiques.
Elle fait partie de la Chaîne thermale du Soleil et reçoit environ 15 000 curistes durant la saison thermale.